# Erich Priebke
Erich Priebke (Hennigsdorf, Alemania, 29 de julio de 1913 - Roma, Italia, 11 de octubre de 2013) fue un hauptsturmführer (eq. capitán) de la Oficina Central de Seguridad del Reich de las SS (RSHA). Es conocido por haber sido el principal colaborador de Herbert Kappler,  en la masacre de las Fosas Ardeatinas, donde fueron asesinados 335 ciudadanos italianos. Al finalizar la guerra, escapó hacia Austria y Argentina. Se estableció en San Carlos de Bariloche, donde fue un destacado miembro de la comunidad alemana. En 1995 fue descubierto por un canal de televisión estadounidense, luego de lo cual fue detenido y extraditado a Italia, donde fue condenado a cadena perpetua.

## Masacre de las Fosas Ardeatinas

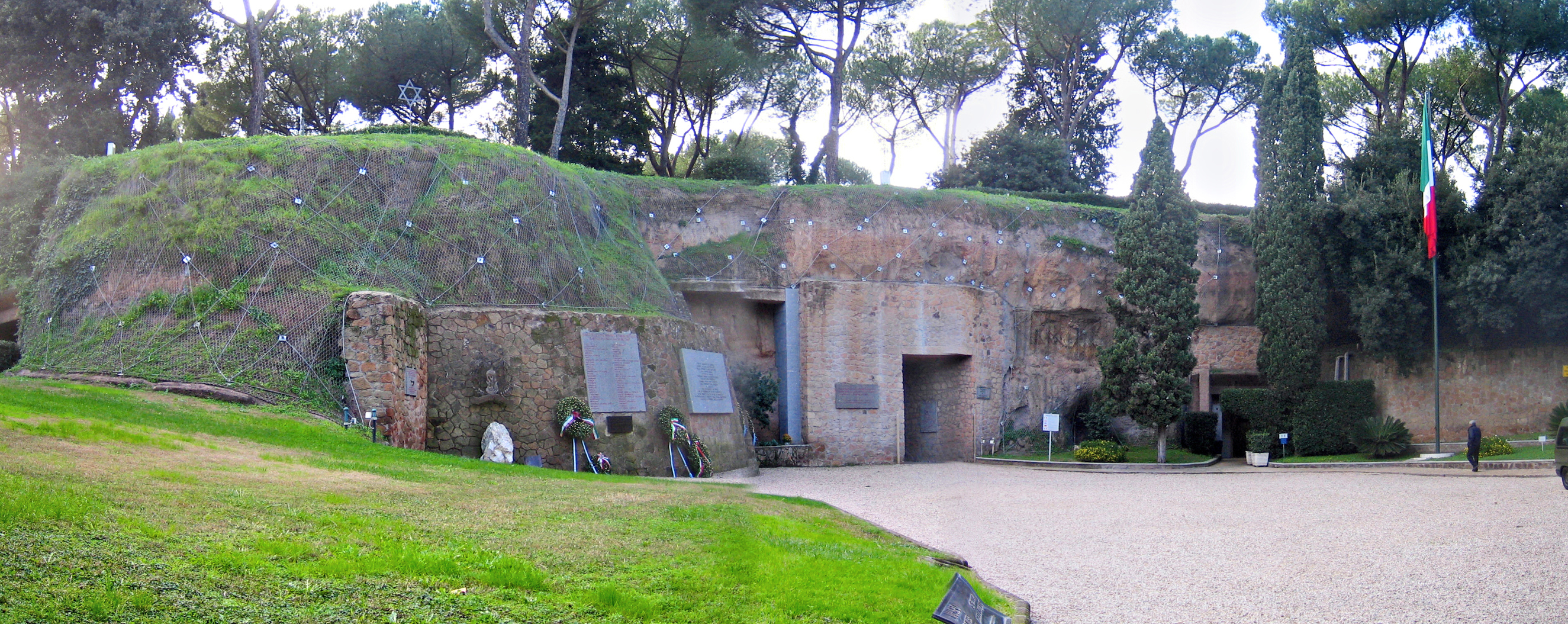
Monumento en las Fosas Ardeatinas.

El 23 de marzo de 1944, miembros de la resistencia partisana del Partito d'Azione (Partido de Acción) mataron a 33 soldados alemanes pertenecientes a una compañía de la policía militar de las Waffen-SS con una bomba oculta en un carro de basura mientras marchaban en formación por la Vía Rasella de Roma volviendo del campo a su cuartel tras realizar maniobras; en esa acción también murieron dos civiles italianos.
Hitler se enteró del suceso y como represalia ordenó ejecutar a diez partisanos por cada alemán muerto, aunque al final se redondeó la suma a 335. Se eligió a Herbert Kappler para confeccionar la lista, que se realizó con presos condenados a muerte en espera de ejecución, presos en espera de juicio pero cuya sentencia conllevaría la pena de muerte, 75 judíos detenidos en espera de recibirse la orden de deportación a campos de exterminio y personas acusadas de terrorismo pero dejadas en libertad por falta de pruebas. Los presos se encontraban en diversas cárceles romanas que dependían del mando militar alemán, de las SS, del gobierno italiano y de una formación paramilitar fascista.
El 24 de marzo, el teniente Priebke y Karl Hass, también del servicio de seguridad SS, con camiones facilitados por el ejército alemán, llevaron a los seleccionados a las Fosas Ardeatinas, unas minas abandonadas en el extrarradio de Roma, y los introdujeron en ellas en grupos de cinco, ejecutándolos con tiros en la nuca. Dinamiteros del ejército alemán sellaron a continuación las entradas a las minas.

## Escape a Argentina
Tras la derrota de Alemania en la Segunda Guerra Mundial, Priebke escapó en 1946 con la ayuda del grupo ODESSA,[cita requerida] de un campo de prisioneros en Rimini y después de recibir documentos falsos en Roma, huyó a Argentina. Pasó un muy breve tiempo en Buenos Aires y luego viajó hacia donde sería su lugar de residencia por un medio siglo, San Carlos de Bariloche, en las estribaciones de los Andes de Argentina. Priebke fue apoyado, en particular por parte de algunos sacerdotes de Tirol del Sur como Johann Corradini de Vipiteno y Franz Pobitzer de Bolzano, así como también del vicario separatista filonazi Alois Pompanin, que le dio el bautismo católico, y fue ayudado en su fuga de la red de contactos manejados por el sacerdote croata Krunoslav Draganović, afiliado al partido nazi.

## Clandestinidad en San Carlos de Bariloche
Priebke se radicó en la ciudad rionegrina de San Carlos de Bariloche donde comenzó a ganarse el afecto de la comunidad. Su nombre, Erich, fue cambiado a Erico, como se lo conoció por años, en que Priebke adquirió más importancia. Era considerado un vecino ejemplar y se transformó en un por lo menos relativamente conocido personaje local de la propia sociedad barilochense.
En 1991, su participación en la masacre de Roma fue denunciada en el libro El pintor de la Suiza argentina, de Esteban Buch, junto con la historia de otros nazis radicados en Bariloche desde los años 50.
Por su lado, el periodista de investigación estadounidense Sam Donaldson había estado tras los pasos de Reinhard Kopps, exagente SS del Abwehr, que se sospechaba había participado en deportaciones en Albania y que usaba el alias de Juan Reinhard Maler, y al entrevistarlo y mencionar que era un criminal de guerra, Kopps reveló que el verdadero criminal no era él, sino Priebke, delatando a su connacional, cuyo destino hasta ese momento era desconocido. El interés de Donalson se trasladó a una presa mayor, el autor ejecutivo de la masacre de las Fosas Ardeatinas en Roma, Italia.
En 1994, cincuenta años después de la masacre, Priebke fue ubicado tras trabajo arduo basado en el libro de Buch, y forzado a una entrevista en la calle por el periodista estadounidense Sam Donaldson, de la cadena de noticias ABC.
Priebke consideró que no era ya un riesgo referirse al incidente y reconoció su autoría en los asesinatos en Italia, sin ningún remordimiento por los hechos ocurridos, alegó que recibió órdenes superiores y su deber era ejecutarlas. Al ser interpelado como criminal de guerra, Priebke terminó en forma abrupta la improvisada entrevista.
El impacto que causó en Bariloche fue enorme, tal que cuando en 1994 se destapó su pasado, gran parte de la sociedad se resistió a creerlo. Inclusive un periódico local realizó una campaña a favor de Priebke, en la que se resaltaban las acciones de bien llevadas a cabo por él, y poniendo en duda que un afable abuelo y ciudadano ejemplar hubiera cometido los crímenes de los que se le acusó. La situación fue muy delicada, pues gran parte de la sociedad en principio se negó a aceptar que uno de sus vecinos más significativos hubiese cometido los crímenes de guerra denunciados, aunque en forma gradual se fue imponiendo el convencimiento de lo que en verdad sucedió.
La difusión de esta información despertó la ira de muchos italianos supervivientes que no habían olvidado el criminal incidente. Tras la emisión del reportaje, Italia pidió la extradición, lo que dio lugar a un largo proceso. En el juicio de extradición  Priebke fue defendido por el Mayor Abogado del Ejército Jorge Humberto Appiani quien hoy está detenido en Entre Ríos por delitos de lesa humanidad. Finalmente la extradición fue concedida por el gobierno argentino en noviembre de 1995. Tras su llegada a la península, fue encarcelado en la prisión militar de Forte Boccea, en Roma. El fiscal militar presentó la acusación de Priebke por crímenes de guerra.

## Juicio
Priebke fue acusado de «complicidad en violencia continuada con asesinato en detrimento de ciudadanos italianos» por los hechos ocurridos en las Fosas Ardeatinas el 24 de marzo de 1944, El 1 de agosto de 1996, el tribunal militar declaró "no proceder, ya que el delito extinguió por prescripción", y ordenó la libertad inmediata de los acusados.
Sin embargo el Tribunal Supremo anuló la sentencia y ordenó un nuevo juicio en su contra. Finalmente, después de numerosas apelaciones en marzo de 1998, Priebke fue condenado a cadena perpetua, pero debido a su avanzada edad y a las leyes italianas cumplió con arresto domiciliario hasta su muerte en Roma, Italia.
Reinhard Kopps murió el 12 de septiembre de 2001 en Bariloche.

## Muerte
Priebke falleció en su residencia de la capital italiana el 11 de octubre de 2013, con poco más de cien años. Tanto Italia como Argentina se negaron a acoger un funeral del excapitán de las SS: la comuna de Roma y el Vaticano rechazaron la posibilidad de una celebración de exequias en Roma, mientras que la Cancillería argentina aseguró que no permitiría el ingreso del cuerpo de Priebke al país, ya que habría manifestado antes de morir sus deseos de ser enterrado junto a los restos de su esposa en Bariloche.

## Cultura
El documental argentino Pacto de silencio del director Carlos Echeverría, que puede verse libremente en Internet, relata la residencia de Priebke en Bariloche y el pacto de silencio de parte de la comunidad alemana que le permitió evitar la justicia durante cinco décadas.